# Demografía de Madagascar

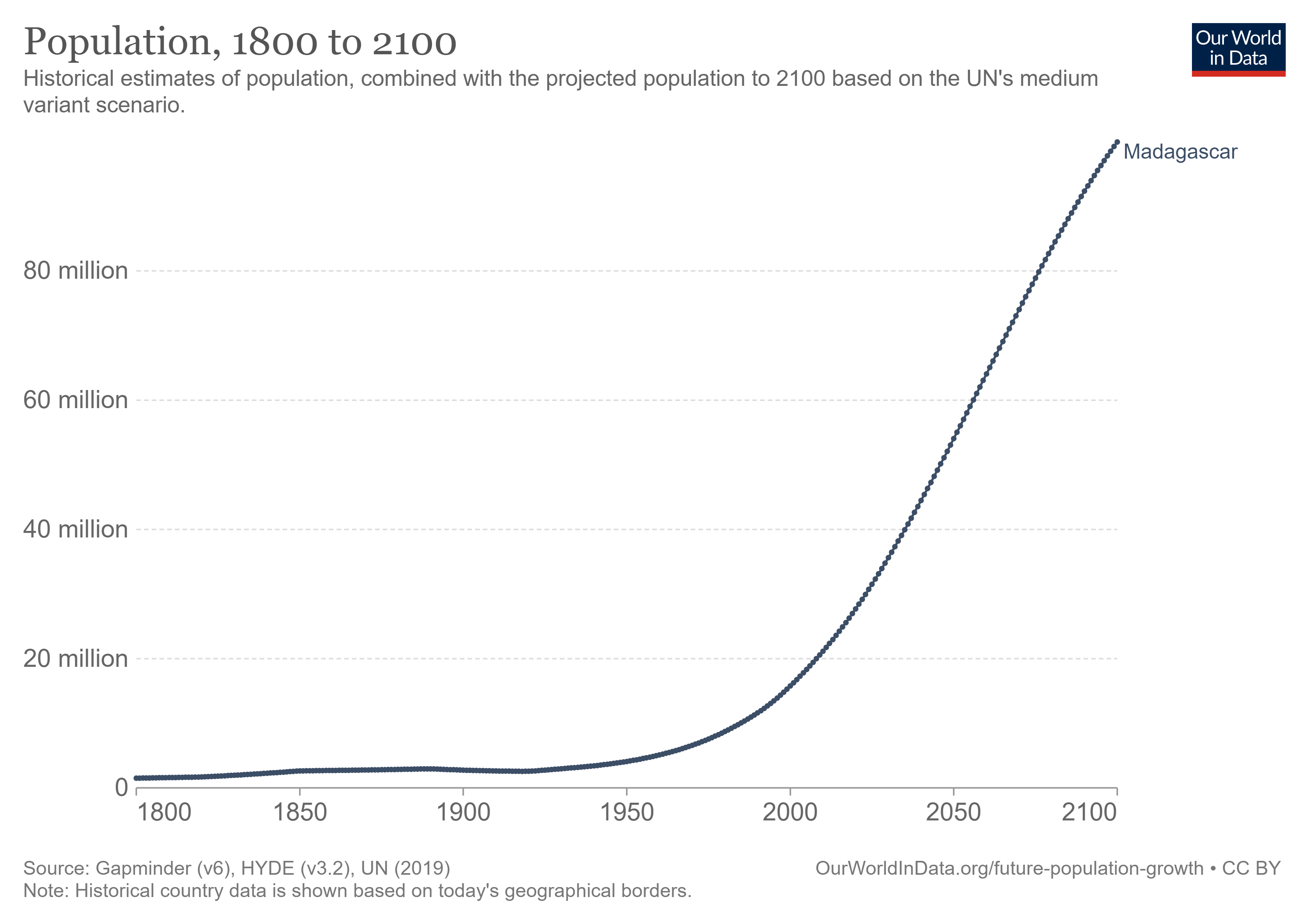
Demografía de Madagascar, Datos de FAO, año 2005; Habitantes en miles.

La población de Madagascar es predominantemente una mezcla de origen asiático y africano. 
Investigaciones recientes sugieren que la isla estuvo deshabitada hasta la llegada de navegantes indonesios, aproximadamente en el siglo I de esta era, a través del sur de la India y del este de África, de donde adquirían esposas y esclavos africanos. Migraciones posteriores tanto del Pacífico como de África, consolidaron esta original mezcla, y surgieron 18 grupos tribales diferentes. Los rasgos asiáticos son más predominantes en las personas que habitan en la parte central de la isla, los Merina (3 millones de personas) y los Betsileo (2 millones). Los habitantes de las costas son de origen africano.
Los grupos costeros más grandes son los Betsimisaraka (1,5 millones) y los Tsimihety y Sakalava (700 000 personas cada uno).

## Perfil demográfico
El idioma es de origen malayopolinesio, y es generalmente hablado en toda la isla. La mayor parte de la población tiene prácticas religiosas tradicionales, las cuales enfatizan los vínculos entre la vida y la muerte. Ellos creen que la muerte los une a sus ancestros en el rango de divinidad y que los ancestros están muy interesados en el destino de sus descendientes vivos. Esta comunión espiritual es celebrada por los Merina y los Betsileo mediante la práctica del famadihana o "regreso de la muerte. En este ritual, los restos de los parientes son removidos de la tumba familiar, envueltos en nuevos sudarios de seda y puestos nuevamente en la tumba siguiendo unas ceremonias festivas en su honor.
Cerca del 45% de la población son cristianos, divididos en forma igual entre católicos. También tiene lugar el sincretismo entre los diferentes cultos, por lo cual los pastores asisten a ritos de famadihana y los creyentes bendicen a sus muertos antes de comenzar con los rituales de entierro tradicionales.
La juventud de la población malgache - algo más del 60% tiene menos de 25 años - y la elevada tasa de fecundidad total, de más de 4 hijos por mujer, garantizan que la población malgache continuará su rápida trayectoria de crecimiento en un futuro previsible. La población es predominantemente rural y pobre; la desnutrición crónica es frecuente, y las familias numerosas son la norma. Muchas jóvenes malgaches se retiran de la escuela, se casan pronto (a menudo presionadas por sus padres) y pronto empiezan a tener hijos. La maternidad precoz, unida a la pobreza generalizada de Madagascar y a la falta de acceso a personal sanitario cualificado durante el parto, aumenta el riesgo de muerte y de graves problemas de salud para las jóvenes madres y sus bebés.
El matrimonio infantil perpetúa la desigualdad de género y es frecuente entre los pobres, las personas sin educación y los hogares rurales: en 2013, de las mujeres malgaches de entre 20 y 24 años, más del 40% estaban casadas y más de un tercio habían dado a luz antes de los 18 años. Aunque la edad legal para casarse es de 18 años, a menudo se da el consentimiento de los padres para los matrimonios más tempranos o se incumple la ley, especialmente en las zonas rurales, que constituyen casi el 65% del país. Son tradicionales los matrimonios concertados en los que las jóvenes se casan con hombres mayores a cambio de bueyes o dinero. Si la unión no funciona, la chica puede ser colocada en otro matrimonio, pero la dote pagada a su familia disminuye con cada matrimonio fallido.
La población de Madagascar está formada por 18 grupos étnicos principales, todos los cuales hablan la misma lengua malgache. Sin embargo, la mayoría de los malgaches son multiétnicos, lo que refleja la diversidad de colonos y contactos históricos de la isla (véase Antecedentes). El legado de Madagascar de sociedades jerárquicas que practicaban la esclavitud doméstica (sobre todo el Reino Merina del siglo XVI al XIX) se manifiesta hoy en día en la persistente tensión de clases, y algunos grupos étnicos mantienen un sistema de castas. Los descendientes de los esclavos son vulnerables a la desigualdad en el acceso a la educación y el empleo, a pesar de que la Constitución de Madagascar garantiza la gratuidad de la enseñanza primaria obligatoria y de que el país es parte de varios convenios internacionales sobre derechos humanos. También siguen existiendo distinciones históricas entre los habitantes de las tierras altas del centro y los de la costa.
La isla tradicionalmente concentro su población en las costas mientras que los espesos bosques del centro del país estaban despoblados. En el siglo XIX el país experimento un colapso demográfico bajo el reinado de Ranavalona quién
ordenó matanzas sistemáticas de cristianos y sometió a torturas a muchos de ellos, implemento la fanompoana (un sistema de trabajo forzado como pago de impuestos. Debido a la pérdida de vidas en las campañas militares, a las masacres ordenadas por ella, a las altas tasas de mortalidad entre los trabajadores de la fanompoana y a la aplicación de un estricto sistema de justicia aborigen, se estima que la población de Madagascar disminuyó bajo su gobierno de unos 5 millones a 2,5 millones entre 1833 y 1839, y la población de la isla vecina de  Merina de 750.000 a 130.000 entre 1829 y 1842.

## Evolución demográfica[2]
- 1500 a 1800- 500 mil a 1 millón de nativos son vendidos como esclavos.[3]
- 1890- 2 millones.
- 1900- 2,3 millones.
- 1910- 2,6 millones.
- 1920- 2,9 millones.
- 1930- 3,3 millones.
- 1940- 3,7 millones.
- 1950- 4,2 millones.
- 1960- 5,3 millones.
- 1970- 6,8 millones.
- 1980- 8,8 millones.
- 1990- 11,6 millones.
- 2000- 15,5 millones.

Estimaciones futuras:
- 2010- 19 millones.
- 2020- 24 millones.
- 2030- 28 millones.

Población:
15.506.472 (julio de 2000 est.)
Estructura etaria:

0-14 años:
45% (hombres 3 504 562; mujeres 3 481 056)

15-64 años:
52% (hombres 3 964 564; mujeres 4 052 056)

65 y más años:
3% (hombres 237 691; mujeres 266 543) (2000 est.)
Tasa de crecimiento poblacional:
3,02% (2000 est.)
Tasa de natalidad:
42,92 nacimientos/1 000 habitantes (2000 est.)
Tasa de mortalidad:
12,69 muertes/1 000 habitantes (2000 est.)
Tasa neta de migración:
0 migrantes/1 000 habitantes (2000 est.)
Distribución por edad:

al nacer:
1,03 hombres/mujeres

menos de 15 años:
1,01 hombres/mujeres

15-64 años:
0,98 hombres/mujeres

65 y más años:
0.89 hombres/mujeres

total de la población:
0,99 hombres/mujeres (2000 est.)
Tasa de mortalidad infantil:
85,26 muertes/1 000 nacimientos vivos (2000 est.)
Expectativa de vida al nacer:

total de la población:
54,95 años

hombres:
52,71 años

mujeres:
57,26 años (2000 est.)
Tasa de fertilidad:
5,84 niños nacidos/mujer (2000 est.)
Grupos étnicos:
Malayo-Indonesios (Merina y Betsileo), Cotieros (mezcla de africanos, malayo-indonesios, y ancestros árabes - Betsimisaraka, Tsimihety, Antaisaka, Sakalava), franceses, indios, criollos, comorianos.
Religiones:
Creencias indígenas 52%, cristianos 45%, musulmanes 3%
Idiomas:
francés (oficial), malgache (oficial)
Alfabetismo:

definición:
personas de 15 años y más que pueden leer y escribir

total de la población:
80%

hombres:
88%

mujeres:
73% (1990 est.)